# St. Joseph (Luizjana)
St. Joseph – miasto w Stanach Zjednoczonych, w stanie Luizjana, siedziba administracyjna parafii Tensas.